# ويليام غودير
ويليام غودير (بالإنجليزية: William Goodyear)‏ هو صحفي أمريكي، ولد في 21 مايو 1865 في نيو هيفن في الولايات المتحدة، وتوفي في 18 يونيو 1936.